# Cymbale

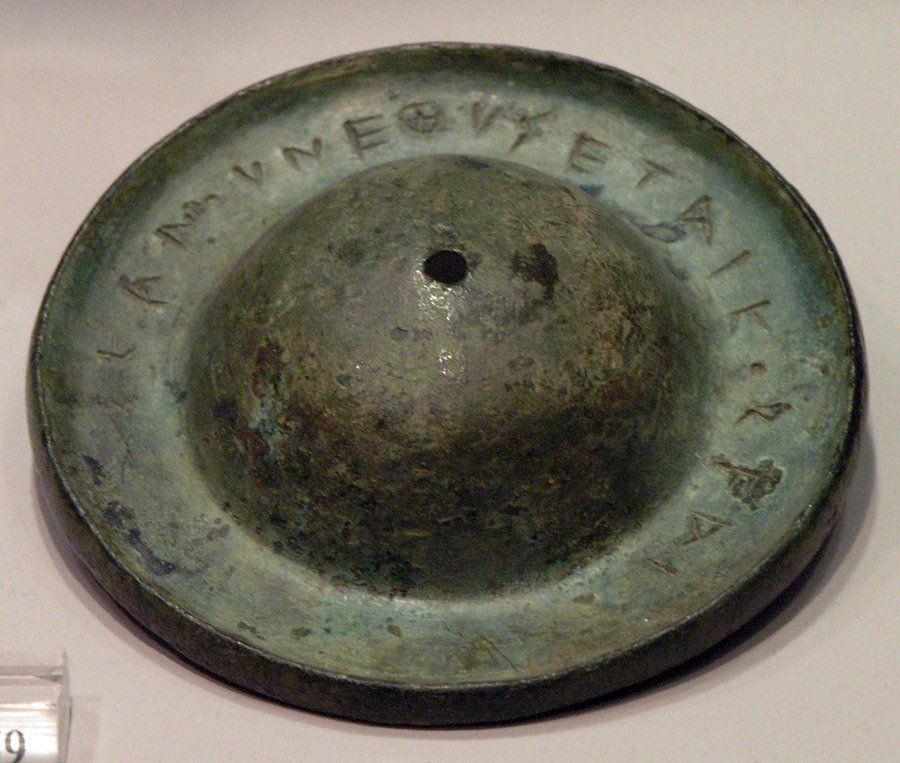
Cymbale de bronze dédiée à Korè, vers 500-480 av. J.-C. Musée national archéologique d'Athènes.

La cymbale est un instrument de musique de la famille des percussions idiophones, consistant en un disque de métal généralement percé en son centre. Il est confectionné selon différents procédés. Sa forme générale est précisée par un tournage en machine, qui lui donne une forme circulaire quasiment parfaite. Le plus souvent, elle forme un dôme en son centre.
Pour produire le son, on percute la cymbale, généralement avec une baguette ou une autre cymbale, ce qui a pour effet de faire vibrer le disque et de produire un son. Elles sont utilisées notamment dans les batteries.
Les cymbalettes sont de très petites cymbales utilisées notamment dans certains tambour à cadre comme les dafs. Les crotales et les qraqebs sont également de petites cymbales.
Les cymbales à doigt ou sagattes sont de très petites cymbales utilisées par paires que l'on fixe sur les doigts.

## Son
Le son d'une cymbale varie en fonction de :
- son diamètre ;
- son épaisseur ;
- sa forme ;
- l'alliage de métal dont elle est formée.

En raison du caractère aléatoire de ces facteurs, deux cymbales d'une même série ne produisent jamais exactement le même son.
Sur certains modèles, une finition à la main est exécutée au marteau, en donnant des petits coups sur la face supérieure de la cymbale. Ces coups donnent un autre son à l'instrument, et confèrent un caractère propre à chaque cymbale.
Certains batteurs ajoutent une chaînette, allant du dôme vers la tranche. On peut également ajouter des rivets lâches sur la périphérie de la cymbale. Le son produit est alors plus long, car les vibrations de la cymbale agitent la chaînette ou les rivets.
Une cymbale produit un son inharmonique.
Il est sensiblement différent selon l'objet utilisé pour la percuter et l'endroit où elle est frappée. Le dôme produit en général un son dont la « note » (le ping) est plus définie. La fréquence de résonance des cymbales, principalement celles dont le diamètre est important comme les « rides », est basse. L'énergie nécessaire à son audition est grande, c'est la raison pour laquelle on ne l'entend généralement pas. On peut s'en rendre compte en approchant son oreille de la tranche en fin de cycle vibratoire. La cymbale vibre d'autant plus dans son mode de résonance que l'énergie transmise est grande (frappe sur la tranche plutôt que sur le corps ou le dôme).
Le son dépend aussi de l'alliage utilisé. Les plus courants sont le B8 (aussi « CuSn8 ») contenant 8 % d'étain pour 92 % de cuivre, couramment utilisé dans les cymbales bas de gamme, et l'alliage B20, contenant 20 % d'étain et 80 % de cuivre et quelques traces d'argent.

## Utilisation

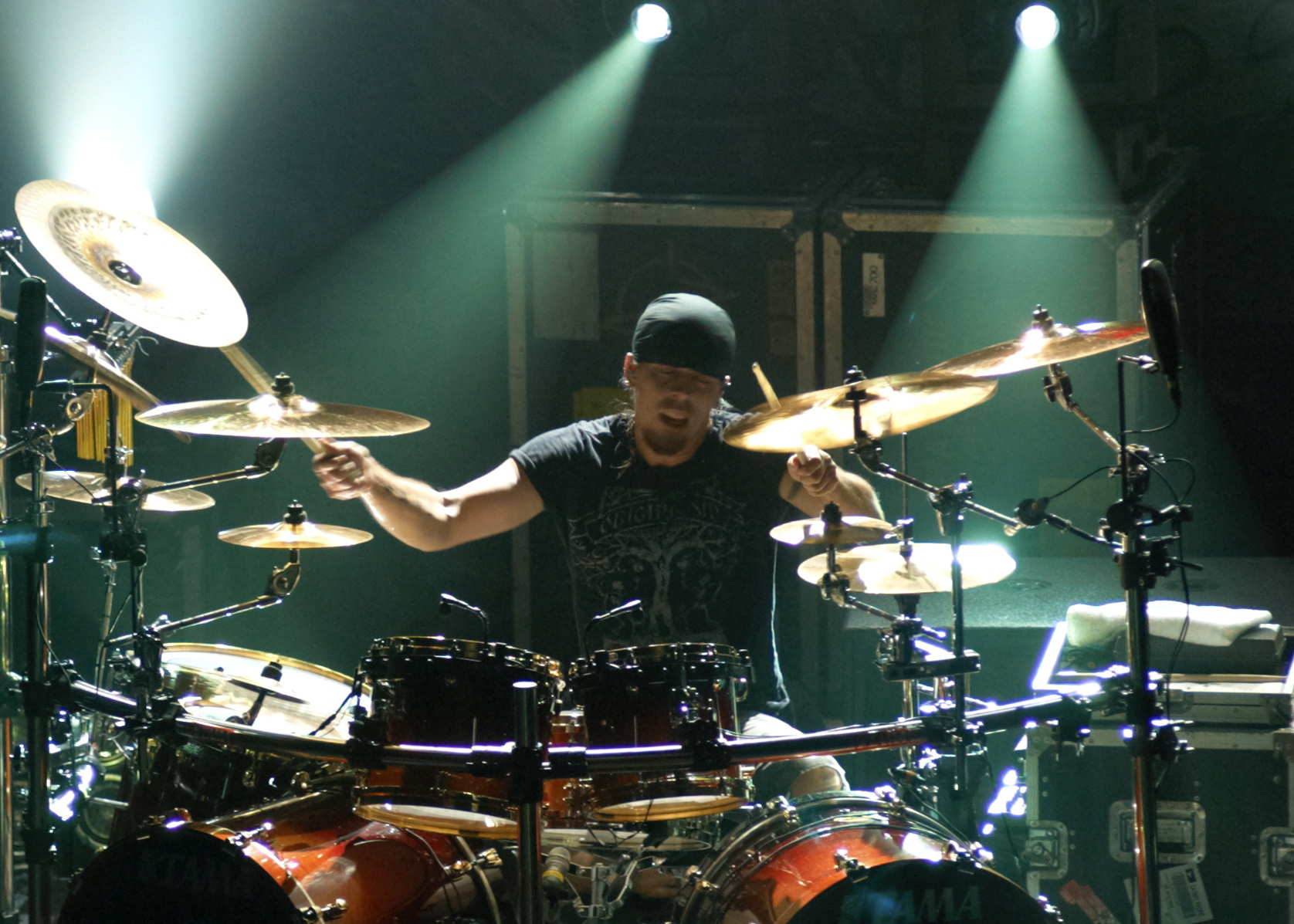
Jukka Nevalainen, batteur, jouant de ses cymbales

C'est une percussion utilisée dans de nombreux genres musicaux, de la musique classique aux fanfares.
Dans la musique populaire, les cymbales sont généralement groupées avec les fûts pour former la batterie, principal organe rythmique de la musique rock (et de tous ses dérivés) et jazz.

## Types
Les cymbales les plus utilisées sont :
- la crash, utilisée pour marquer une ponctuation musicale ou accentuer certains temps forts. Elle est de plus en plus utilisée comme cymbale rythmique, pour donner un effet de remplissage, surtout dans le rock et le metal ;
- la ride, grande cymbale (20 à 24 pouces) utilisée pour donner le tempo. Elle est fréquemment utilisée sur 3 zones ; 
  - le corps, le plus fréquemment, qui a un son léger et clair ;
  - La cloche, qui a un son plus claquant et précis, plus distincte et qui sert à accentuer l'utilisation de la ride ;
  - Le rebord, qui a un son relativement gras et lourd, ce qui est notamment dû au diamètre de la ride ;
- la charleston, ou « hi-hat » chez les anglo-américains est un ensemble composé de deux cymbales (12 à 15 pouces) dont l'écartement est ajusté par une pédale à ressort avec le pied (au repos les cymbales sont écartées). La première chose qu'il est possible de faire sans les frapper à la baguette est de « fermer les cymbales » avec le pied, ce qui produit un son caractéristique bref. Avec les baguettes, on joue sur la cymbale supérieure et selon la pression exercée, le son est plus ou moins bref. En combinant le mouvement du pied et de la frappe sur la cymbale supérieure, le batteur a la possibilité de maîtriser la longueur du son, ce qui produit toutes sortes d'effets sonores et rythmiques, faisant de la « pédale charleston » un instrument unique en son genre. Son ancêtre se nommait la « sock cymbal » car son inventeur avait eu l'idée de créer une pédale actionnant les deux cymbales près du sol pour marquer le tempo avec le pied. Ce n'est que plus tard qu'un batteur a eu l'idée d'en jouer avec des baguettes après avoir élevé le niveau des cymbales à la hauteur similaire aux modèles d'aujourd'hui, pour faciliter le jeu ;
- la cymbale à main (en), cymbale d'orchestre ou de concert. Utilisées par paire et munies de poignées, elles sont frappées l'une contre l'autre entre les mains[1].
- la china ou « chapeau chinois » est une cymbale dite d'effet, qui a un son lourd et gras. Avec des mailloches (baguettes feutrées) le son se rapproche de celui du gong. Traditionnellement, elle est installée à l'envers et se distingue par sa forme particulière : le bord est relevé. Les diamètres sont très variables ;
- la splash est une petite cymbale d'effet, de la famille des crash, qui sert à marquer des accentuations. Elle possède peu de sustain et est souvent explosive et aigüe ;
- il existe de nombreux effets et de conceptions plus exotiques, comme les « Bell » qui sont de petits effets ayant un son de cloche. Il existe certains modèles de cymbale trouées ou ayant des formes particulières.

Les fabricants les plus connus sont : Zildjian, Sabian, Paiste et Meinl. D'autres fabricants moins connus existent néanmoins, tel que Bosphorus, Aylin ou encore Zultan et Istanbul. Enfin, certains grands fabricants proposent des sous-marques.

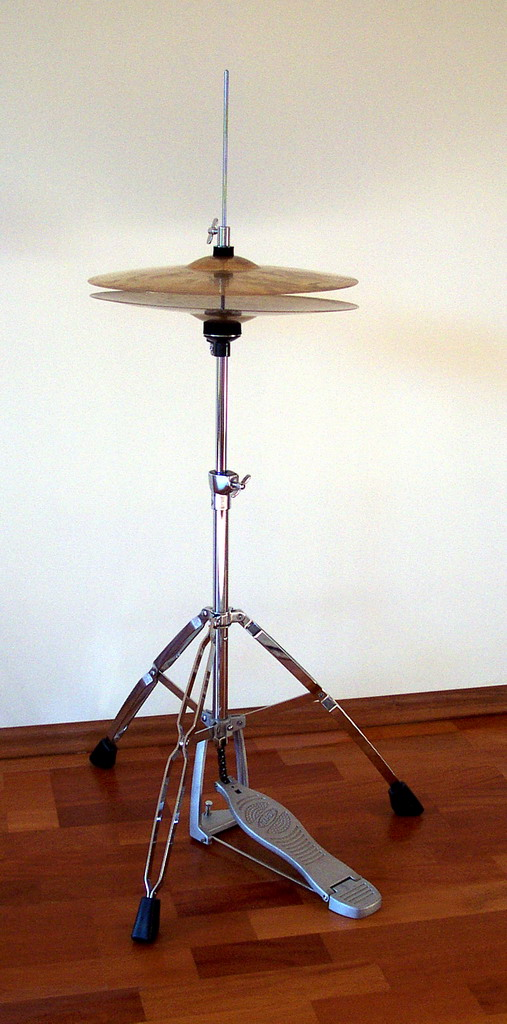
Charleston
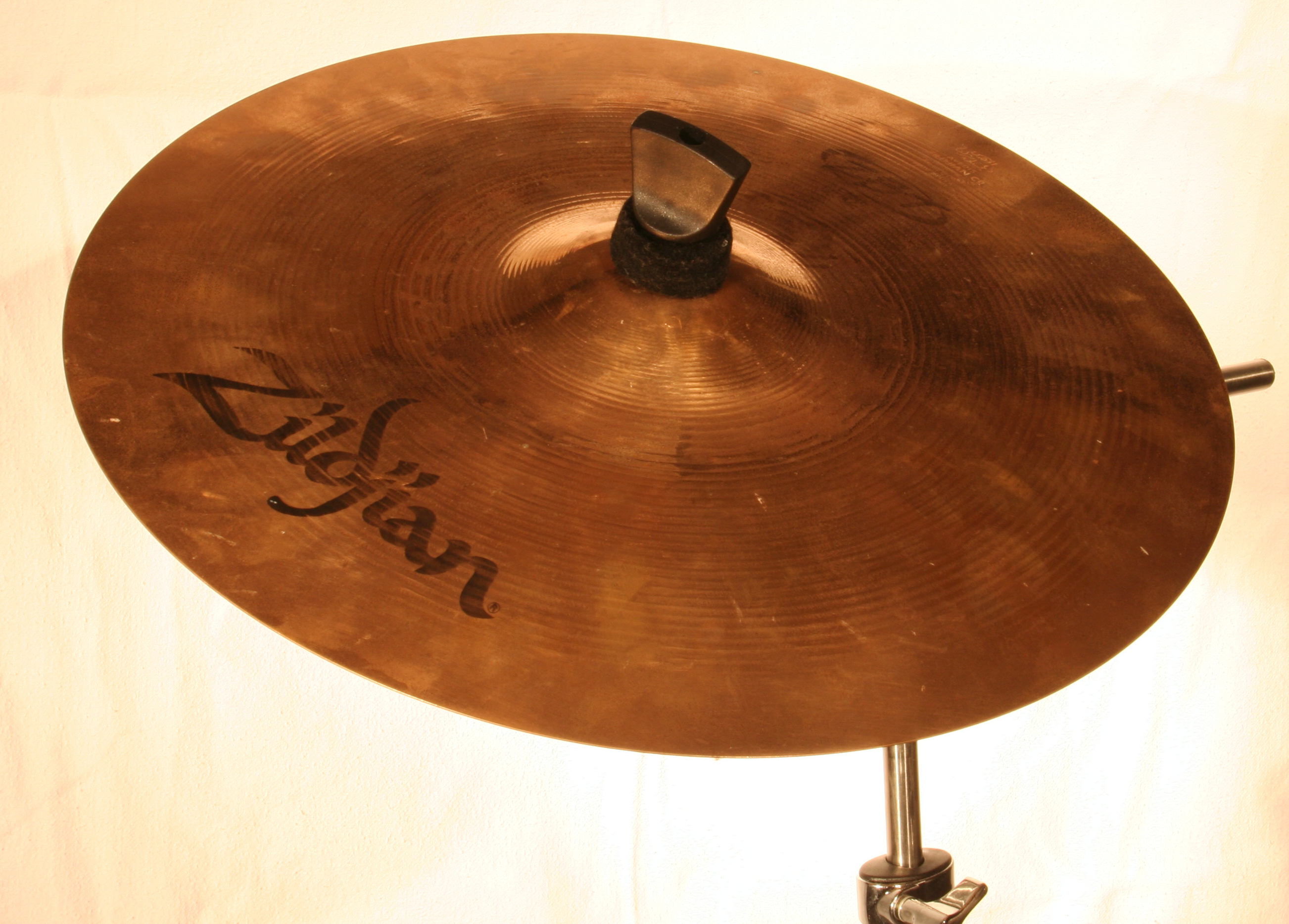
Cymbale crash
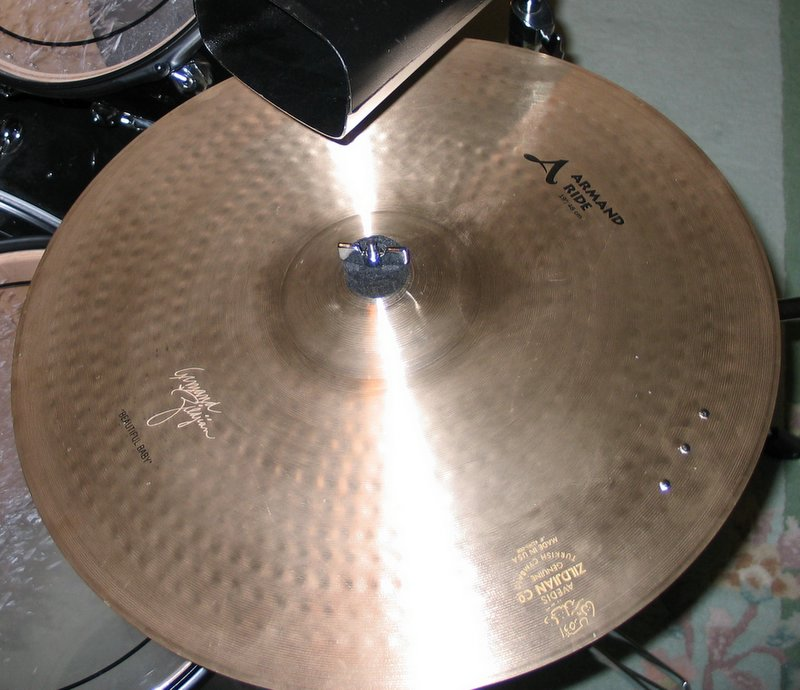
Cymbale ride
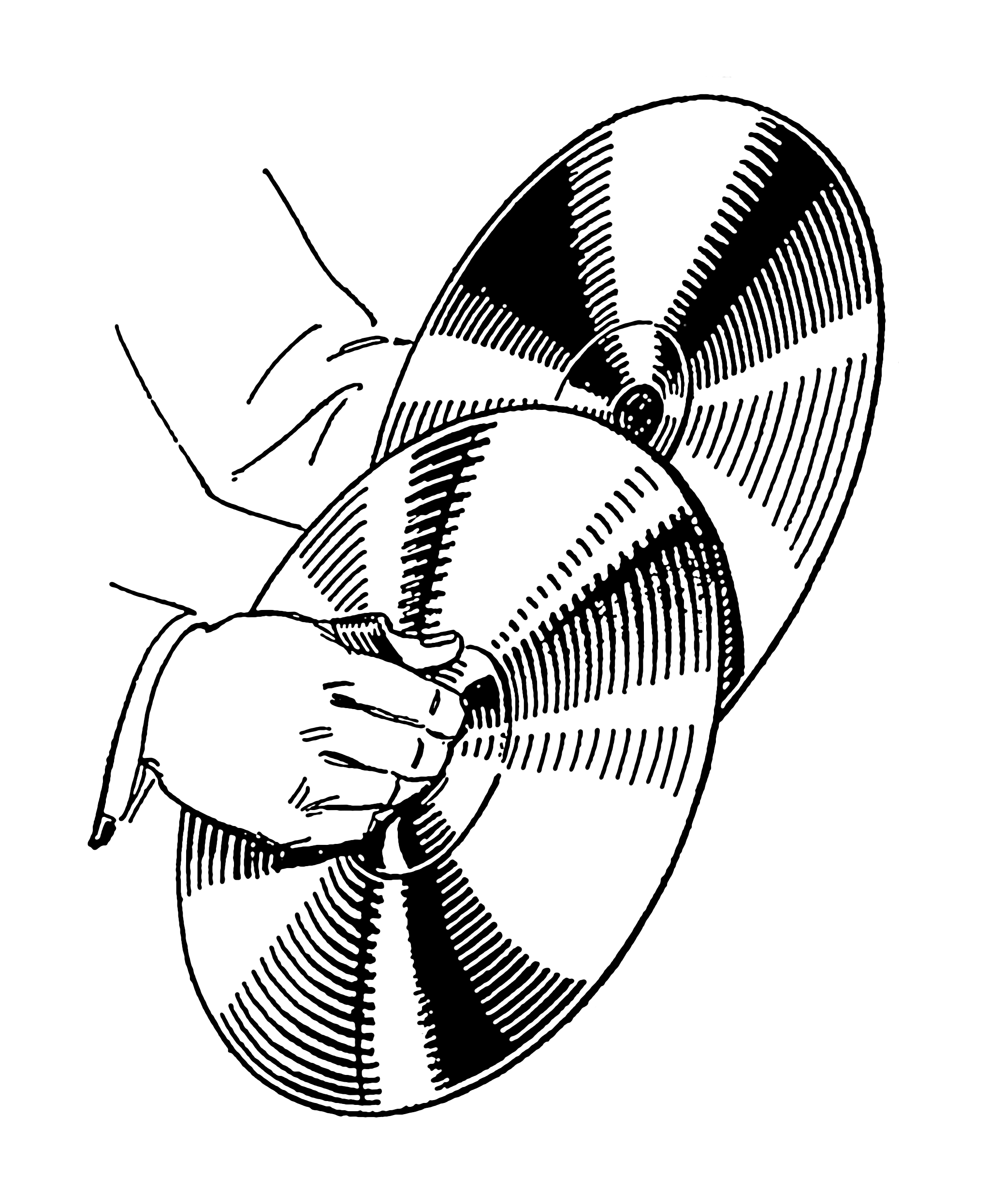
Paire de cymbales à main (en)